# ماكس أونغر (نحات)
ماكس أونغر (بالألمانية: Max Unger)‏ هو نحات ألماني، ولد في 26 يناير 1854 في برلين في ألمانيا، وتوفي في 31 مايو 1918 في باد كيسينغن في ألمانيا.